# Associação de Livre-Comércio do Caribe
A Associação de Livre Comércio do Caribe (em inglês:  Caribbean Free Trade Association - CARIFTA), foi uma área de livre comércio, criada por Antígua e Barbuda, Barbados, Guiana e Trinidad and Tobago em 15 de dezembro de 1965, com a finalidade de estabelecer um mercado comum, eliminando gradualmente as tarifas alfandegárias e quaisquer outras restrições aplicáveis ao comércio internacional.
Em 1 de julho de 1968, mais países juntaram-se ao CARIFTA: Dominica, Granada, São Cristóvão e Nevis, Santa Lúcia e São Vicente e Granadinas. Um mês depois, foram aceitos Montserrat e Jamaica. E, finalmente, em 1971, Belize passou a pertencer ao CARIFTA.
Em 1973, CARIFTA foi finalmente substítuída pela Comunidade do Caribe (CARICOM).